# Val-de-Briey
Val-de-Briey es una comuna nueva francesa situada en el departamento de Meurthe y Mosela, de la región del Gran Este.

## Historia
Fue creada el 1 de enero de 2017, en aplicación de una resolución del prefecto de Meurthe y Mosela de 28 de junio de 2016 con la unión de las comunas de Briey, Mance y Mancieulles, pasando a estar el ayuntamiento en la antigua comuna de Briey.

## Demografía
| Gráfica de evolución demográfica de Val-de-Briey entre 1800 y 2013 |
|                                                                    |

Los datos entre 1800 y 2013 son el resultado de sumar los parciales de las tres comunas que forman la nueva comuna de Val-de-Briey, cuyos datos se han cogido de 1800 a 1999, para las comunas de Briey, Mance y Mancieulles de la página francesa EHESS/Cassini. Los demás datos se han cogido de la página del INSEE.

## Composición
| Comuna delegada | Código INSEE | Población (2013) | Superficie (km²) | Densidad (hab./km²) |
| --------------- | ------------ | ---------------- | ---------------- | ------------------- |
| Briey           | 54099        | 5757             | 27.13            | 212                 |
| Mance           | 54341        | 588              | 7.39             | 80                  |
| Mancieulles     | 54342        | 1830             | 4.39             | 417                 |